# Cattedrale di Santa Maria Assunta (Acqui Terme)
La cattedrale di Santa Maria Assunta è il principale luogo di culto cattolico di Acqui Terme, chiesa madre della diocesi di Acqui.

## Storia
La cattedrale, iniziata dal vescovo Primo a partire dall'XI secolo e consacrata l'11 novembre 1067 dal vescovo Guido, venerato come santo patrono della città e della diocesi, fu costruita da maestranze lombarde in forma di edificio romanico con pianta a croce latina e transetto aggettante. Originariamente a tre navate, divennero cinque nel XVIII secolo, con cappelle laterali.
La facciata è stata arricchita dall'apertura di un portale maggiore scolpito, opera di Giovanni Antonio Pilacorte (1481): in esso sono raffigurati diversi personaggi, tra cui la Vergine Assunta, alcuni padri della Chiesa, angeli e figure tratte dal mondo animale e vegetale; sugli stipiti sono scolpiti il primo vescovo di Acqui, Maggiorino, ed il vescovo Guido, che consacrò la cattedrale. Furono poi aggiunti alla fine del Quattrocento il chiostro (1495) ed il campanile gotico (1479); risalgono agli inizi del Cinquecento il rosone della facciata ed il tiburio, mentre il pronao fu eseguito all'inizio del XVII secolo (1614).

## Descrizione

### Esterno
La cattedrale di Santa Maria Assunta sorge in Piazza Duomo, nel centro storico di Acqui Terme.
La facciata è preceduta dal pronao neoclassico a colonne binate di pietra arenaria, costruito all'inizio del XVII secolo. Esso si apre sulla piazza con tre archi a tutto sesto a serliana sorretti da colonne marmoree tuscaniche. Sopra il protiro, si apre il grande rosone circolare.
Alla destra della facciata, addossato a questa, vi è il campanile gotico del XV secolo, con cinque ordini separati da semplici cornicioni e cuspide con base ottagonale.
Nella parte posteriore della chiesa, vi sono le cinque absidi romaniche, di cui le tre centrali della chiesa originaria, caratterizzate da monofore con decorazione ad archetti. La medesima decorazione orna le pareti esterne delle navate e del transetto. Sulla crociera, si eleva il tiburio ottagonale con lanterna in stile rinascimentale che ha sostituito nel Cinquecento un tiburio precedente più elevato.

### Interno
L'interno della chiesa, in stile barocco è a croce latina. L'aula è suddivisa in tre navate (le due laterali, gemelle, più basse e più strette rispetto a quella centrale) coperte con volte a crociera che hanno sostituito l'originaria copertura a capriate lignee, riccamente decorate con stucchi dorati ed affreschi tra cui spicca quello della volta centrale opera di Pietro Maria Ivaldi (1863). Al quarto pilastro, prezioso pulpito (1847), che riutilizza marmi risalenti al 1513 e al 1520.

#### Cappelle delle navate minori
Lungo le due navate minori, si aprono varie cappelle laterali. La prima a dx., edificata di recente su progetto di Alessandro Thea, presenta all'altare un Crocifisso in avorio ricavato da un'unica zanna di elefante; la seconda a dx (1786-1825) una pala d'altare (1825) con San Carlo Borromeo. Dopo l'ingresso al chiostro, Cappella del Santissimo Sacramento, con altare e balaustra databili al 1783-86, decorazioni pittoriche e pala (1880). A sin., la prima è il battistero (1786) di Robilant, chiuso da una elaborata cancellata in ferro battuto poggiante su una balaustra marmorea. Al centro della cappella, il fonte battesimale (1764) sovrastato da un baldacchino in marmi policromi sorretto da quattro colonne realizzato da Angelo Maria Ganna. In alto la statua del Battesimo di Cristo. Dopo alcune cappelle prive di pregi la quinta è la Cappella della Madonna delle Grazie, con copia della tela della Madonna di Foligno di Raffaello.

#### Transetti e Sala del Capitolo
Dall'absidiola destra cappella rococò della Madonna del Rosario con medaglioni attribuiti al pittore Giovanni Monevi (1662) che circondano la statua lignea della Madonna dello scultore Garzoni (1679), attraverso la sacrestia dei Cappellani, si arriva alla sala del Capitolo con stalli intarsiati di Silvestro de Silvestri (1734), il trittico dell'Annunciazione o della Madonna di Montserrat del pittore catalano Bartolomé Bermejo (fine XV secolo), l'Annunciazione di Valerio Castello (1645) e la tavola con San Guido e i quattro Dottori della Chiesa di scuola lombarda (1496). Dall'absidiola sinistra dedicata all'Immacolata Concezione, con volte rococò coperte di stucchi (1766), si accede alla cappella di san Guido con altare in stile barocco (1730) contenente la tela San Guido intercede per la città di Acqui presso la Madonna di David Corte (1645)

#### Abside e cripta
Interamente affrescata da Giovanni Monevi (1668), contiene l'altare maggiore costituito (1865) utilizzando marmi quattrocenteschi provenienti da varie cappelle. Dello stesso periodo, il coro ligneo (1860).
Al disotto del presbiterio rialzato, vi è la cripta, risalente all'XI secolo, divisa in navatelle da 98 colonne in marmo. Al centro, l'altare con il tabernacolo moderno, sui lati altri quattro altari (Cristo Morto, Sant'Antonio, San Giuseppe, dei Vescovi). Sul pilone di sin. un affresco raffigura Sant'Antonio Abate (1400 ca.)

#### Controfacciata
Sulla cantoria lignea in controfacciata, si trova l'organo a canne di Camillo Guglielmo Bianchi opus 48, costruito nel 1874 e più volte restaurato ed ampliato. Lo strumento, a trasmissione integralmente meccanica, ha due tastiere di 61 note ciascuna con prima ottava cromatica estesa ed una pedaliera dritta di 27 note; dispone di 59 registri. A dx. dell'ingresso principale si nota un frammento d'affresco, cinquecentesco, raffigurante Santa Chiara.

## Galleria d'immagini

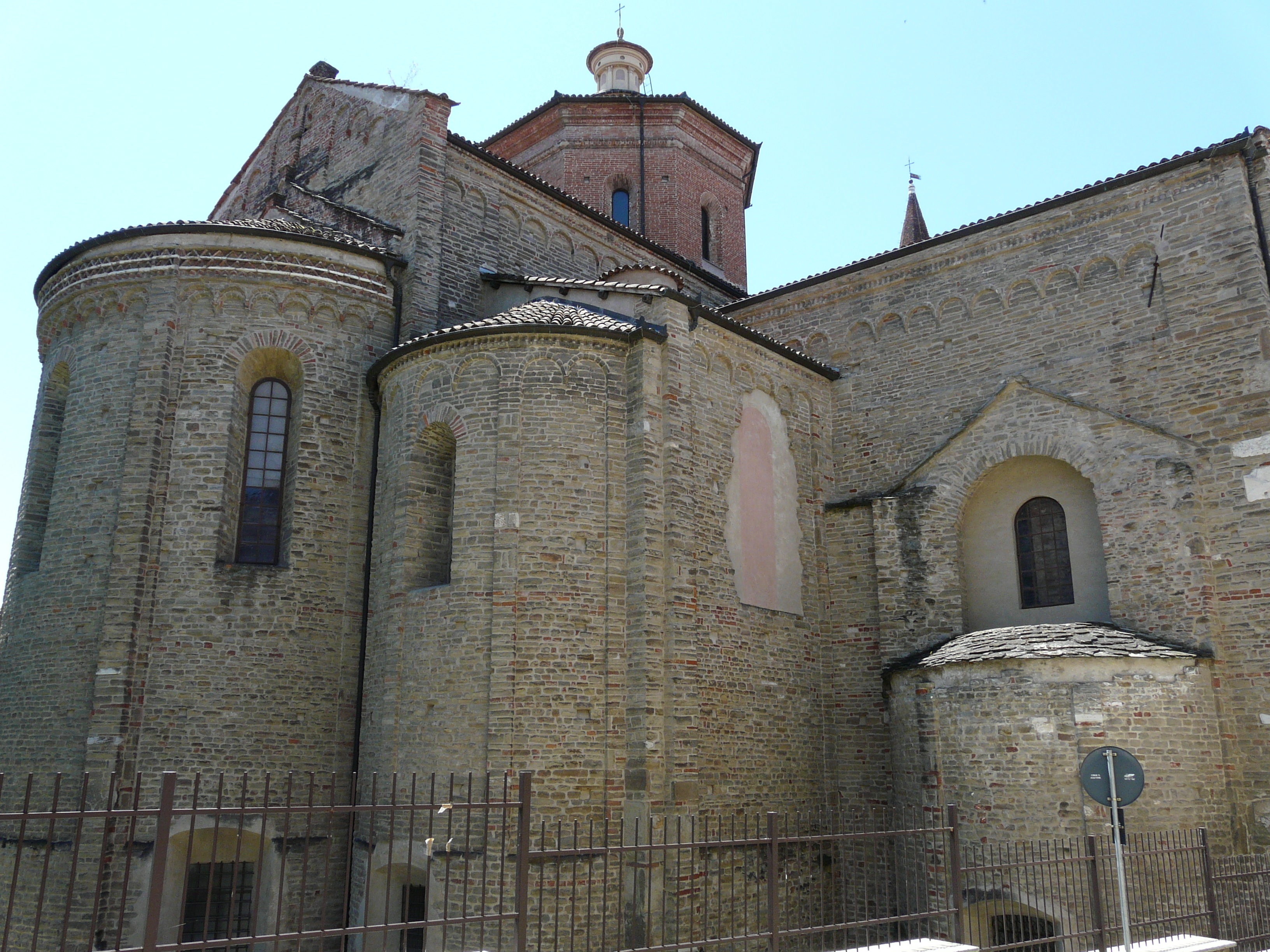
Le absidi romaniche
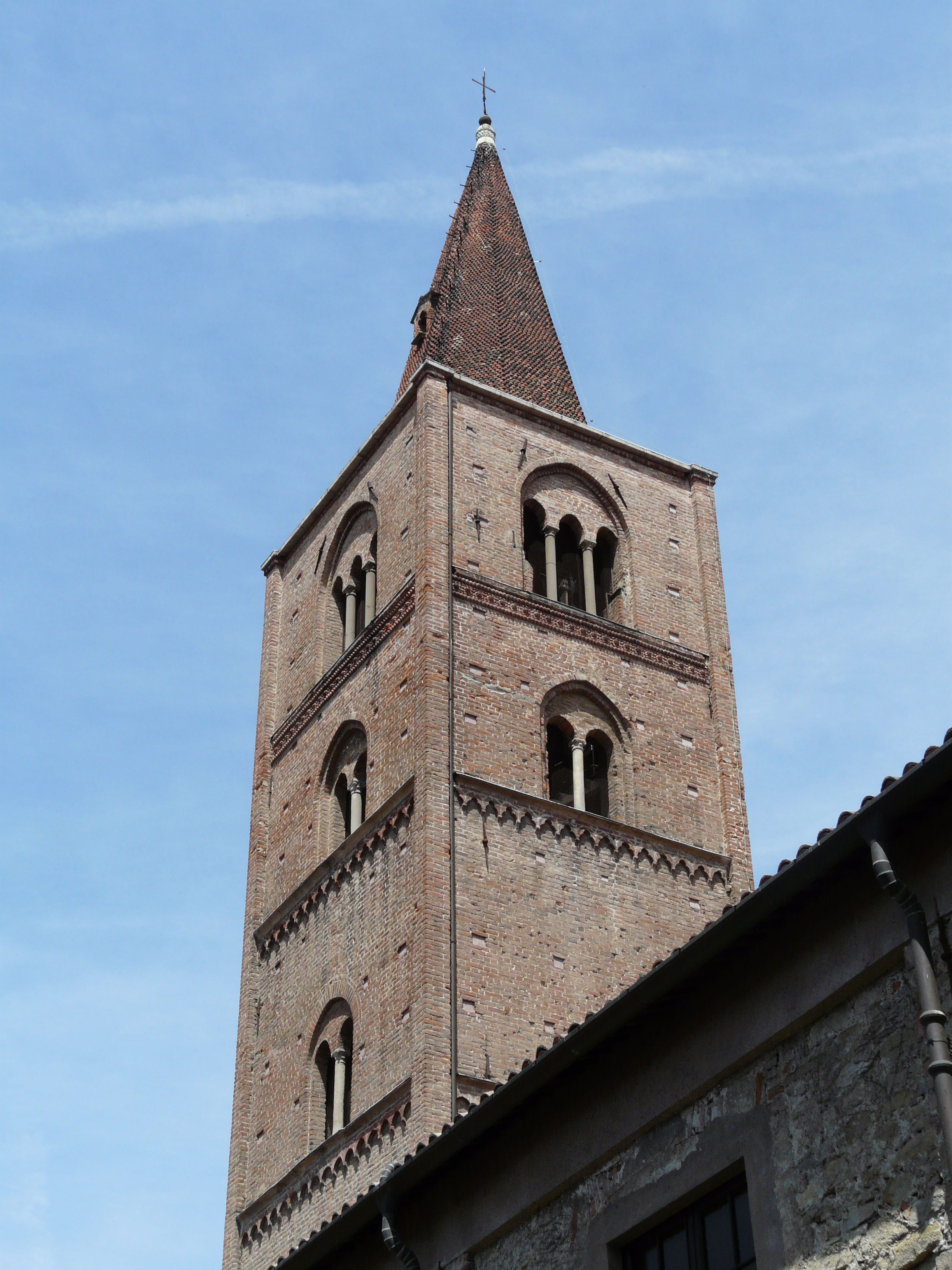
Il campanile
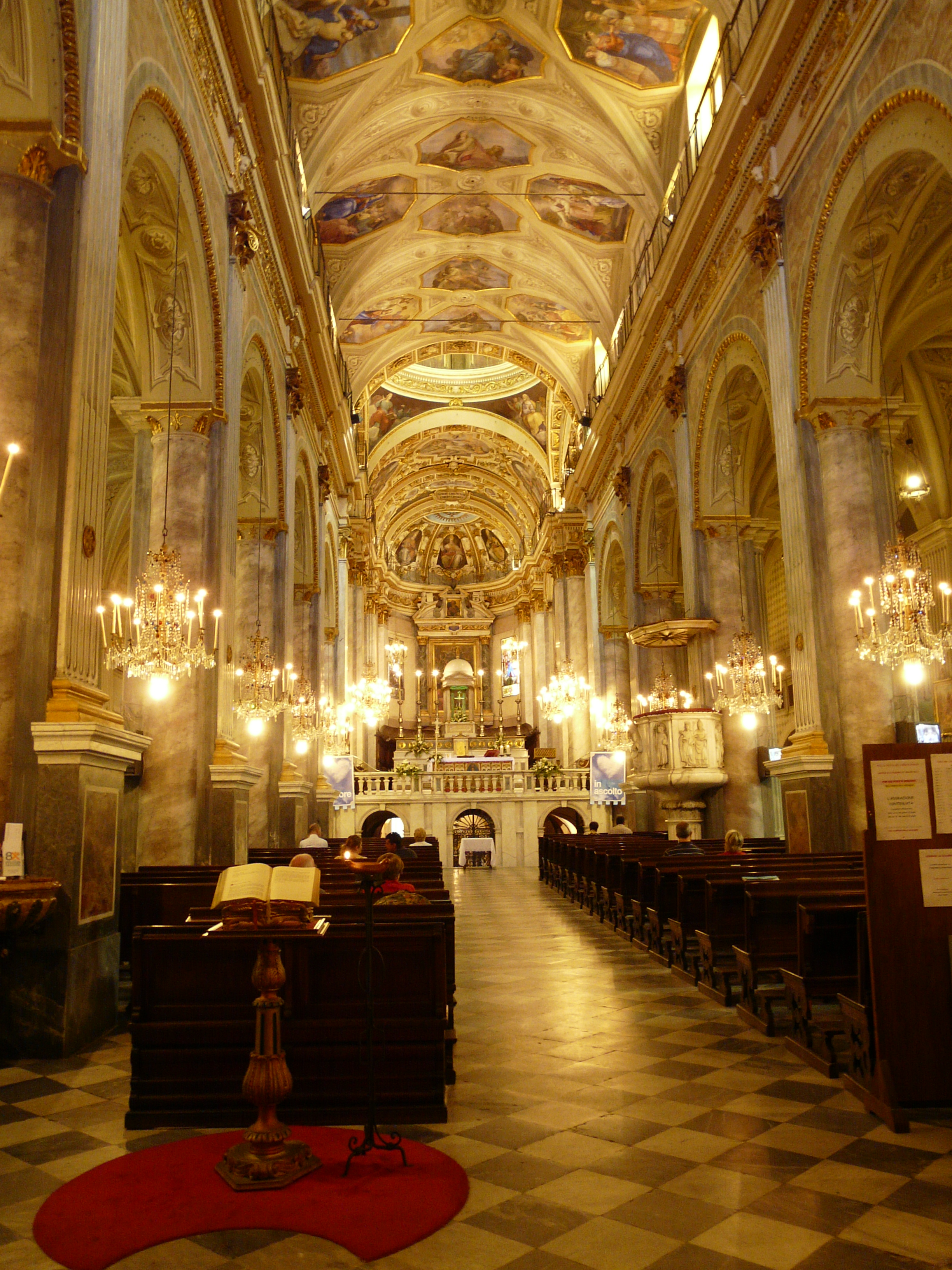
L'interno
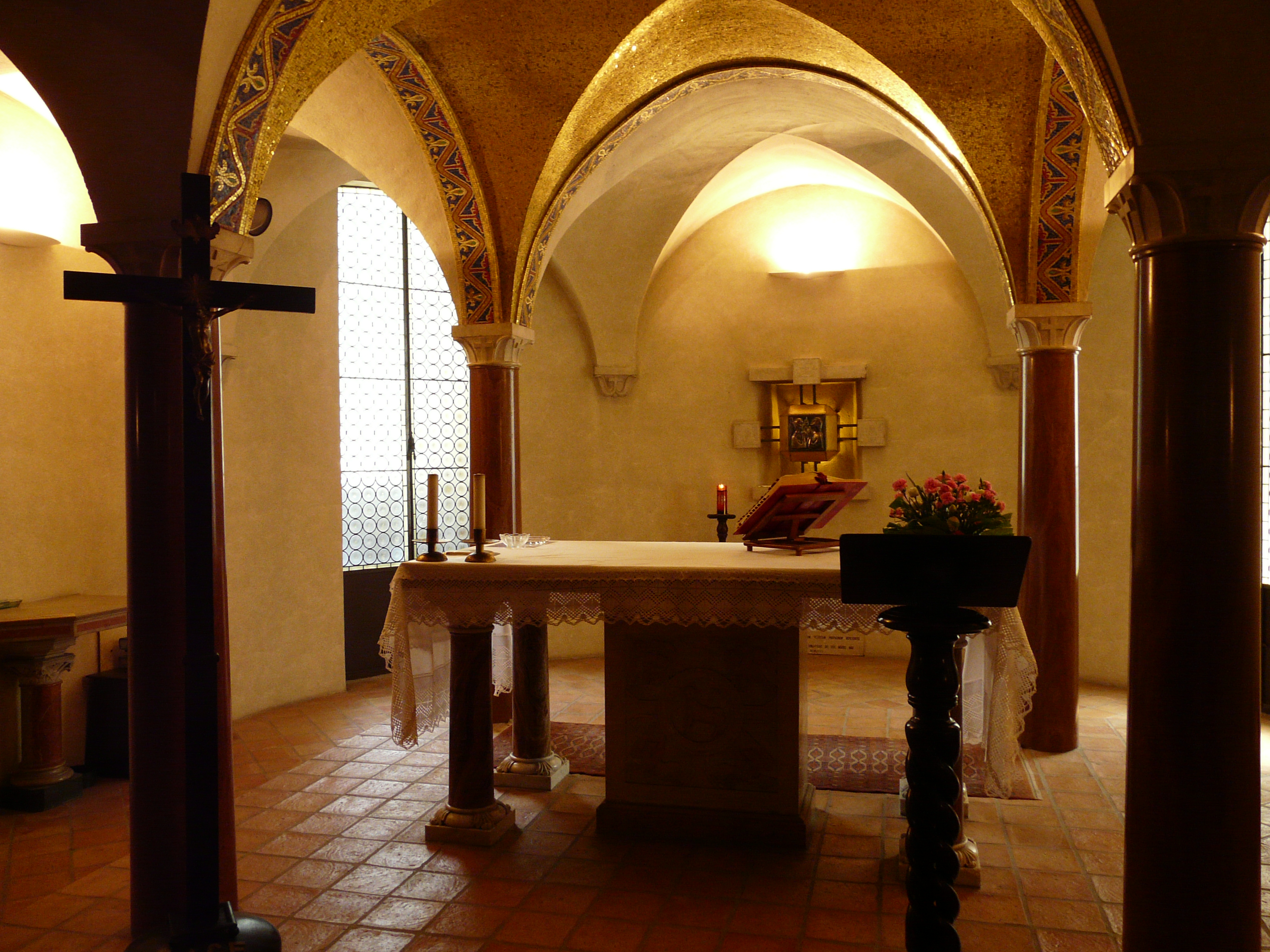
La cripta